# Tyszkowo
Tyszkowo (do 1945 r. niem. Heinrichshöhe) – część wsi Rybno w Polsce położona w województwie warmińsko-mazurskim, w powiecie mrągowskim, w gminie Sorkwity. 
W latach 1975–1998 Tyszkowo administracyjnie należało do województwa olsztyńskiego.
Dawny folwark, założony w 1854 r. przez Henryka Tyszkę, właściciela Rybna. Po 1945 r. był to PGR. W 1973 Tyszkowo należało administracyjnie do sołectwa Rybno.